# Атабаска (федеральный округ)
Атаба́ска (англ. Athabasca) — бывший федеральный округ Канады, выделенный в самостоятельное целое в 1882 году. В 1905 году его территория была разделена между провинциями Альберта, Саскачеван и Манитоба; избирательный округ (в просторечии «графство») Форт Мак-Муррей — Атабаска.

## Территория
Северная граница округа проходила там же, где ныне проходит южная граница Северо-Западных территорий, а на западе он граничил с Британской Колумбией. В 1882 году, при создании, он включал большую часть севера нынешней Альберты.
В 1895 году округ был расширен на восток, включив в себя север нынешнего Саскачевана и часть северо-запада нынешней Манитобы, а южная граница была передвинута севернее.

## Общие данные на конец XIX века
Атабаска, округ — округ в северо-западных территориях Британской Канады (Dominion of Canada), выделенный в самостоятельное целое в 1882, лежит между 55 и 60° сев. шир. и 111° 30' и 120° зап. долг. (от Гринвича), на Юге граничит с округом Альберта, на Западе с провинцией Британской Колумбии; северная часть его восточной границы образуют: нижнее течение реки Атабаска, западный угол озера Атабаска и истекающая из последнего Невольничья река до 60° северной широты. Приток Невольничьей реки (англ. Slave River) — Мирная река (англ. Peace River) прорезывает округ по направлению с Юго-Запада на Северо-Восток; восточная часть округа орошается рекой Атабаска, а северо-западная часть его — Гай-ривером (Хей; англ. Hay River), впадающим в Великое Невольничье озеро; из населённых пунктов здесь расположены форты Ассинибойн — по левому берегу реки Атабаска и Вермилльон (англ. Fort Vermilion) — по левому берегу Мирной реки. Округ занимает площадь в 723200 кв. км.Энциклопедический словарь Ф. А. Брокгауза и И. А. Ефрона. — Санкт-Петербург: Брокгауз-Ефрон, 1890—1907.